# Покровская церковь (Иркутск)
Покро́вская це́рковь (также Це́рковь Покрова́ Пресвято́й Богоро́дицы и Сре́тения Госпо́дня, Сре́тенская це́рковь) — православный храм, расположенный в Правобережном округе города Иркутска на улице Рабочего Штаба.
Церковь была перестроена из каменного жилого дома, подаренного иркутским купцом Лычаговым Е. В 1824 году начались работы по переустройству дома.
21 апреля 1934 года церковь закрыли, здание передали автобазе под клуб.